# 善寶寺站
善寶寺站（日语：／ Zempōji eki */?）是位於山形縣鶴岡市下川，庄內交通湯野濱線的鐵路車站（廢站）。
另外此條目同時記載於車站遺址開設的善寶寺鐵道紀念館。

## 歷史
- 1929年（昭和4年）12月8日：庄內電氣鐵道車站啟用[1]。
- 1934年（昭和9年）5月14日：成為庄內電鐵的車站[1]。
- 1943年（昭和18年）10月1日：成為庄內交通的車站 [1]。
- 1975年（昭和50年）4月1日：湯野濱線被廢除，此站也被廢除 [1]。

## 車站構造
此站是地面車站，設有2面2線的相對式月台。此站可進行列車交會，在營業末期，所有列車都是採取合併閉塞。所有列車都是停靠在靠近站舍一方的月台。在鶴岡一方，靠近農業倉庫附近設有側線。當時會起卸米和肥料等貨物。由於車站鄰近善寶寺，因此站舍的外觀也模彷了該寺廟。

## 車站周邊
- 善寶寺（日语：善寳寺）
- 善寶寺郵局

## 善寶寺鐵道紀念館
善寶寺鐵道紀念館是在湯野濱線廢除後，於此站遺址建設的鐵路保存展示設施。在1978年（昭和53年）4月29日開幕。在此站的站舍內展出湯野濱線的資料。在毎年5月5日會模行鐵道模型大運輸會。另外內部設有以下車輛。
- 庄內交通MoHa3形
- 蒸氣機車 ※只有動輪

但是由於站舍與設施老化，加上入場人士減少，因此改為星期六及假日開放。隨後在1993年（平成5年）關閉。在閉館後，設施和車輛還保留了下來，變成一個荒廢的狀況。站舍在2022年決定拆毀，於7月進行拆毀作業進行安全祈禱。月台、車輛和動輪的處理還未有定案。
在閉館後，部分資料轉移至湯野濱溫泉內的「庄內工藝站」並繼續公開。但是後來該設施旁的酒店結業，現時已經不能看見。而「庄內工藝站」隨後轉遷至松岡開墾紀念館時，沒有轉移湯野濱線的資料。

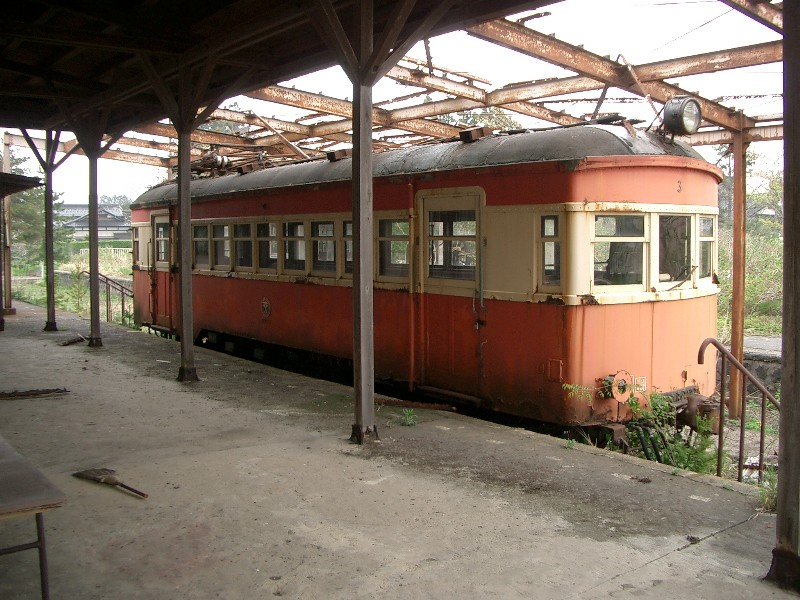
善寶寺站保存中的MoHa3形（2007年4月）
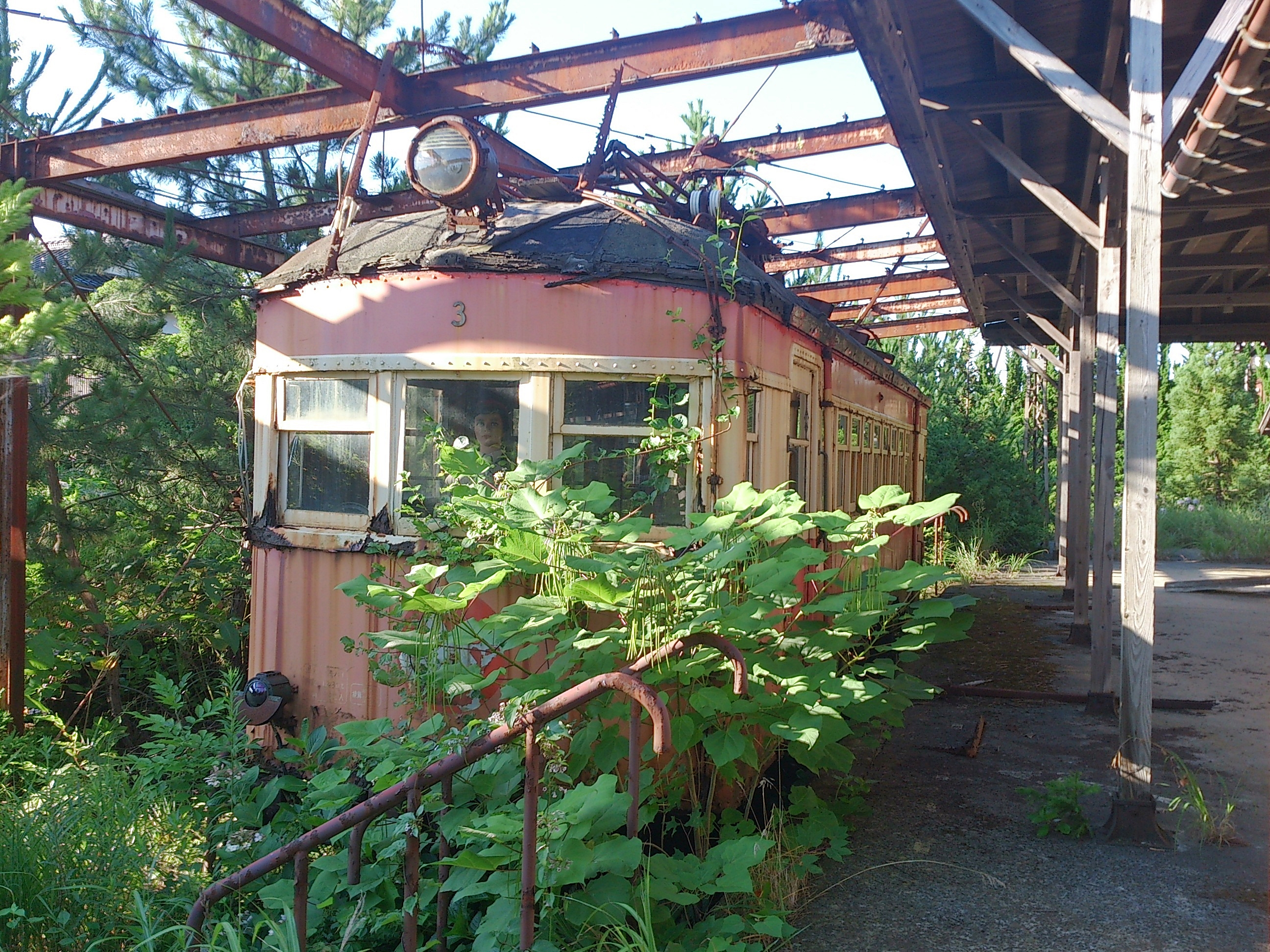
被荒廢的MoHa3形（在2014年8月，中央車窗放置了人體模型）

## 遺跡
舊湯野濱溫泉站至此站之間的路軌遺址變成單車徑。

## 相鄰車站
庄內交通
湯野濱線
北大山－善寶寺－七窪

## 注腳
1. 1 2 3 4  《日本鐵道旅行地圖帳 全線全站全廢線 2 東北》（監修：今尾惠介，新潮社，2008年6月發行）47頁
2. ↑  昭和53年5月9日讀賣新聞山形
3. ↑  . 龍王尊祈祷道場 善寳寺. 2022-07-23  [2023-08-21]. （原始内容存档于2023-03-29） （日语）.

## 相關項目
- 日本鐵路車站列表 Ze